# Cheng Wentao
Cheng Wentao (程文涛S, Chéng WéntāoP; 18 maggio 1998) è una nuotatrice artistica cinese.

## Biografia
Ai mondiali di Gwangju 2019, sua prima apparizione in questa competizione, è giunta 6ª nel duo misto programma libero e 5ª nel programma tecnico, insieme al connazionale Shi Haoyu, e ha poi vinto con la Cina la medaglia d'argento nel libero combinato.

## Palmarès
- Giochi olimpici

Parigi 2024: oro nella gara a squadre.
- Mondiali

Gwangju 2019: argento nel libero combinato.
Fukuoka 2023: oro nel libero combinato e nel duo misto (programma libero), bronzo nel duo misto (programma tecnico).
Doha 2024: oro nella gara a squadre (programma libero) e nel duo misto (programma libero), argento nel duo misto (programma tecnico).
Singapore 2025: oro nella gara a squadre (programma tecnico), nella gara a squadre (programma libero) e nel libero combinato.

### Coppa del Mondo
- 6 podi:
  - 5 vittorie (3 nel duo e 2 nella gara a squadre)
  - 1 terzo posto (1 nella gara a squadre)

#### Coppa del mondo - vittorie
| Data           | Luogo       | Paese   | Disciplina      |
| -------------- | ----------- | ------- | --------------- |
| 17 marzo 2023  | Markham     | Canada  | Duo tecnico Mx  |
| 5 maggio 2023  | Montpellier | Francia | Duo tecnico Mx  |
| 4 giugno 2023  | Oviedo      | Spagna  | Duo libero Mx   |
| 14 giugno 2025 | Xi'an       | Cina    | Team libero     |
| 15 giugno 2025 | Xi'an       | Cina    | Team acrobatico |